# Бустрофедонное преобразование
Бустрофедонное преобразование — процедура, которая отображает одну последовательность в другую. Преобразованная последовательность вычисляется путём заполнения  треугольного массива в манере бустрофедона (зигзага).

## Определение

Бустрофедонное преобразование: Исходная последовательность показана синим цветом. Добавляем числа, как показано стрелками, считываем полученную последовательность с противоположных позиций в строках (последовательность показана красным цветом,).

Если дана последовательность {\displaystyle (a_{0},a_{1},a_{2},\ldots )}, бустрофедонное преобразование даёт другую последовательность, {\displaystyle (b_{0},b_{1},b_{2},\ldots )}, которая строится путём заполнения треугольника как показано на рисунке справа. Нумерация строк в треугольнике начинается с 0 и строки заполняются последовательно. Пусть k означает номер заполняемой строки.
Если k нечётно, помещаем число {\displaystyle a_{k}} в правую позицию строки и заполняем строку справа налево, записывая каждое новое значение как сумму чисел справа и справа выше. Если k чётно, записываем число {\displaystyle a_{k}} в начале строки (слева) и заполняем строку слева направо, записывая каждое новое значение как сумму чисел слева и слева выше.
Если определить {\displaystyle b_{0}=a_{0}}, числа {\displaystyle b_{k}|k>0}, образующие результирующую последовательность, можно найти слева (в начале) нечётных строк  и справа (в конце) чётных, то есть в противоположных позициях числам исходной последовательности {\displaystyle a_{k}}.

## Рекуррентные отношения
Более формальное определение использует рекуррентную формулу. Определим числа {\displaystyle T_{k,n}} (with {\displaystyle k\geqslant n\geqslant 0}) следующим образом
{\displaystyle T_{k,0}=a_{k}} для {\displaystyle k\geqslant 0,}
{\displaystyle T_{k,n}=T_{k,n-1}+T_{k-1,k-n}} для {\displaystyle k\geqslant n>0.}
Тогда результирующая последовательность определяется как {\displaystyle b_{n}=T_{n,n}}.
В случае a0 = 1, an = 0 (n > 0) получающийся треугольник называется треугольником Зайделя — Энтрингера — Арнольда, а числа {\displaystyle T_{k,n}} называются числами Энтрингера (последовательность A008281 в OEIS). В этом случае числа результирующей последовательности bn называются пилообразными (up/down) числами Эйлера. Это последовательность A000111 в «Энциклопедии целочисленных последовательностей». Последовательность содержит число чередующихся перестановок n букв и связана с числами Эйлера и числами Бернулли.

## Экспоненциальная производящая функция
Экспоненциальная производящая функция последовательности (an) определяется как
{\displaystyle EG(a_{n};x)=\sum _{n=0}^{\infty }a_{n}{\frac {x^{n}}{n!}}.}
Экспоненциальная производящая функция бустрофедонного преобразования (bn) связана с производящей функции исходной последовательности (an) формулой
{\displaystyle EG(b_{n};x)=(\sec x+\tan x)\,EG(a_{n};x).}
Экспоненциальная производящая функция последовательности единиц равна 1, так что пилообразные (up/down) числа равны sec x + tan x.